# Mohamed Kamil Mohamed
Mohamed Kamil Mohamed né le 1er janvier 1917 et mort le 9 juin 2002, est un homme politique afar de la côte française des Somalis et du territoire français des Afars et des Issas,

## Biographie
Ancien sénateur. Il est né vers 1917 entre Obock et Beylul et mort le 9 juin 2002. C'est un frère aîné d'Abdoulkader Kamil Mohamed, Premier ministre de la république de Djibouti en mars 2013.

### Carrière professionnelle
Après avoir obtenu son certificat d'études, il est infirmier à l'hôpital de Djibouti à partir de 1934. En 1949, il démissionne, puis à partir de 1950 devient comptable au service des Travaux publics .
Il a des activités militantes et syndicale. En 1946, il participe à la fondation du Club de la jeunesse somalie et dankalie. En 1953, il est président du Club de la jeunesse dankalie  et dirigeant du syndicat des dockers.

### Carrière politique
Il est désigné, comme représentant des syndicats, au Conseil représentatif du territoire en mars 1946, puis est élu à l'Assemblée de l'Union française de 1953 à 1958 contre Saïd Ali Coubèche.
En 1957, la liste à laquelle il participe pour l'élection de l'Assemblée du territoire, avec Hassan Gouled Aptidon, Hamphare Hassan..., est battue par celle dirigée par Mahmoud Harbi avec Ali Aref Bourhan, Saïd Ali Coubèche ou Djama Ali Moussa, soutenue par l'administration coloniale.
En 1958, la liste qu'il dirige avec Hassan Gouled et Ahmed Dini remporte les élections à l'Assemblée territoriale après la victoire du «oui» au référendum sur le maintien de la souveraineté française et la dissolution consécutive du Conseil territorial. Mohamed Kamil devient membre du Conseil de gouvernement.
En 1959, il est élu au Sénat jusqu'en 1965, où il siège au sein de l'Union pour la nouvelle République (UNR). En 1960, il participe à la création de l'Union démocratique afar. En 1963, il signe l'accord d'Arta.
Il est vice-président du Conseil de gouvernement du territoire de 1966 à 1967 à la suite de la démission d'Ali Aref Bourhan. En 1967, il appelle à voter en faveur du maintien de la souveraineté française lors du référendum du 19 mars. En 1968, la liste qu'il dirige dans la circonscription de Tadjoura obtient 40 % des voix, et aucun élu, face à celle d'Ali Aref.
En 1975, il devient président du Mouvement populaire de libération. Il participe ensuite au Front démocratique pour la libération de Djibouti, puis revient à Djibouti en 1982.